# Museu Diocesano de Amalfi

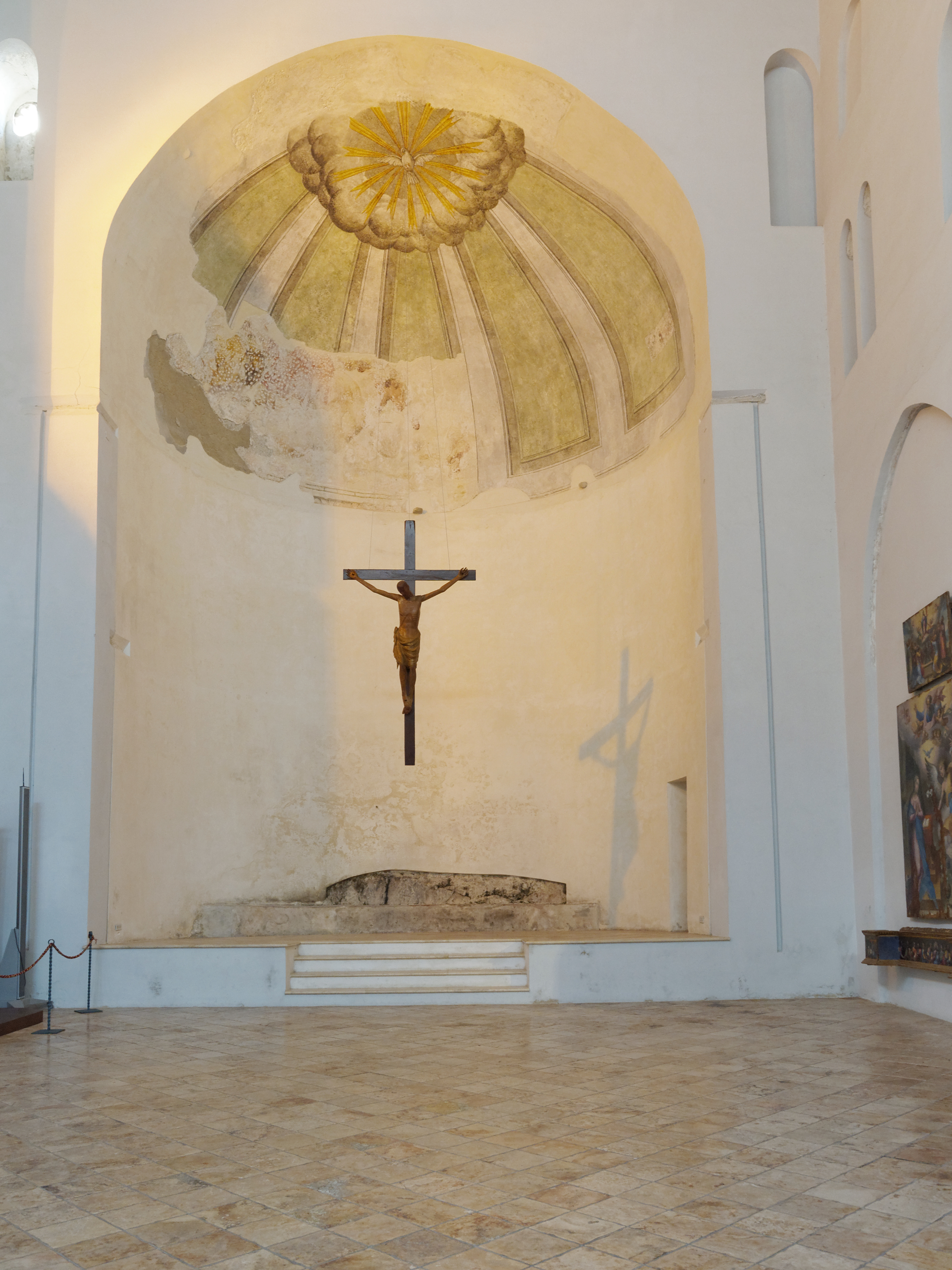
Basilica del Crocifisso (Basílica do Crucifixo) Construída no século IX e representa a parte mais antiga de todo o complexo, destacando o crucifixo de madeira do século XIV

O Museo Diocesano de Amalfi é um museu de arte sacra  em Amalfi (Italia). Inaugurado em 1995, o museu preserva as obras de arte da Basílica do Crucifixo e da Catedral de Amalfi. Está localizado na Via Salita Episcopio.

## História
O museu é localizado na Basílica do Crucifixo que era antiguamente a primeira Catedral de Amalfi. A sua origem remonta ao ano 596. Em 1100 foi construida a nova Catedral de Amalfi ao lado da Basílica do Crucifixo; a partir desse momento e por 400 anos, as duas igrejas formaram uma única nova igreja que foi caracterizada pelo estilo românico. Durante o período barroco estes edifícios sagrados foram renovados com mármores e estuques e restaurados novamente en duas distintas igrejas.
A recente restauração de 1994 da Basílica do Crucifixo, eliminou todos os traços do estilo barroco e hoje pode ser admirada na sua estrutura original estrutura da idade média.

## Organização
O itinerário do museu tem quatro seções:
- O Claustro (construído entre 1266 e 1268);
- As pinturas de parede (Pinturas e murais que datam do século XIII ao século XIV);
- O Tesouro da Catedral (Objetos litúrgicos preciosos e paramentos);
- As pinturas e esculturas (Preciosas pinturas e esculturas da Basílica e da Catedral).